# The Sphere
The Sphere er en metalskulptur, designet af den tyske skulptør Fritz Koenig. Før terrorangrebet den 11. september 2001 stod skulpturen på Austin Tobin Plaza i World Trade Center-komplekset som et symbol for verdensfred. Den blev beskadiget ved terrorangrebet, men blev bevaret og står nu i Battery Park som et mindesmærke for de døde under angrebet. 
Man planlægger at flytte skulpturen til sin oprindelige placering, når frihedstårnet står klart.[kilde mangler]
Skulpturen er i 2017 - efter en afstemning - flyttet til Liberty Park ved det nye One World Trade Center.

## Ekstern henvisning
- Wikimedia Commons har flere filer relateret til The Sphere

| Kunst | Spire Denne artikel om kunst er en spire som bør udbygges. Du er velkommen til at hjælpe Wikipedia ved at udvide den. |

40°42′38″N 74°00′50″V / 40.71049°N 74.013871°V